# 1509
- Wikisource

| Calendário gregoriano                                                        | 1509 MDIX                                            |
| Ab urbe condita                                                              | 2262                                                 |
| Calendário arménio                                                           | 958 – 959                                            |
| Calendário bahá'í                                                            | -335 – -334                                          |
| Calendário budista                                                           | 2053                                                 |
| Calendário chinês                                                            | 4205 – 4206 Início a 21 de janeiro (aproximadamente) |
| Calendário copta                                                             | 1225 – 1226                                          |
| Calendário etíope                                                            | 1501 – 1502                                          |
| Calendários hindus - Vikram Samvat - Calendário nacional indiano - Cáli Iuga | 1564 – 1565 1430 – 1431 4609 – 4610                  |
| Calendário Holoceno                                                          | 11509                                                |
| Calendário islâmico                                                          | 915 – 916                                            |
| Calendário judaico                                                           | 5269 – 5270                                          |
| Calendário persa                                                             | 887 – 888                                            |
| Calendário rúnico                                                            | 1759                                                 |
| Calendário solar tailandês                                                   | 2052                                                 |

1509 (MDIX, na numeração romana) foi um ano comum do século XVI do Calendário Juliano, da Era de Cristo, e a sua letra dominical foi G (52 semanas), teve início numa segunda-feira e terminou também numa segunda-feira.
| Ano completo                         |
| ------------------------------------ |
| Ano comum com início à segunda-feira |

## Eventos
- 21 de janeiro — Navios portugueses, comandados por Francisco de Almeida, aportam pela primeira vez em Bombaim, que 26 anos mais tarde se tornaria uma possessão portuguesa.[1]
- 3 de fevereiro — Batalha de Diu entre portugueses e uma frota conjunta dos sultanatos do Egito, de Guzarate e otomano, do samorim de Calecute, com o apoio das repúblicas de Veneza e de Ragusa. A vitória portuguesa marca o início do domínio no oceano Índico.
- 21 de abril — Henrique VIII de Inglaterra sucede a Henrique VII no trono de Inglaterra.
- 27 de abril — Papa Júlio II interdita Veneza.
- 11 de junho — Henrique VIII de Inglaterra casa-se com Catarina de Aragão.
- 24 de junho — Coroação de Henrique VIII e de Catarina de Aragão.
- 10 de setembro — Terramoto em Istambul provoca 10 000 mortos (est.) e destrói mais de 1 000 casas e 109 mesquitas.
- Diogo Lopes de Sequeira atravessa o golfo de Bengala e chega a Malaca (Malásia); com ele viaja Fernão de Magalhães.

## Nascimentos
- 3 de janeiro — Gian Girolamo Albani, cardeal  (m. 1591).
- 25 de janeiro — Giovanni Girolamo Morone, cardeal italiano  (m. 1580).
- 10 de fevereiro — Vidus Vidius, médico, cirurgião e anatomista italiano  (m. 1569).
- 23 de abril — Cardeal-Infante D. Afonso de Portugal  (m. 1540).
- 10 de julho — João Calvino, fundador do calvinismo  (m. 1564).
- 7 de novembro — Bernardino Telesio, filósofo italiano  (m. 1588).
- Setembro — Melchor Cano, teólogo espanhol  (m. 1560).
- Fernão Mendes Pinto, aventureiro e explorador português (m. 1583)
- Andrés de Vandelvira, arquiteto espanhol  (m. 1575).
- Conrad Haas, engenheiro militar austríaco que trabalhou para o Reino da Hungria e para o Principado da Transilvânia e que usualmente é apontado como quem primeiro descreveu um foguetão multi-estágios  (m. 1576).
- Daniele da Volterra,  pintor maneirista e escultor italiano  (m. 1566).
- Domingo Martínez de Irala, conquistador espanhol  (m. 1556).
- Franciscus Duarenus, jurista francês e professor de direito  (m. 1559).
- Gonzalo Jiménez de Quesada, explorador, conquistador e historiador espanhol que participou na conquista da Colômbia e fundou Bogotá  (m. 1579).
- Guillaume Le Testu, navegador, cartógrafo e corsário francês  (m. 1573).
- Juan de Valdés, humanista e escritor espanhol  (m. 1541).
- Leone Leoni, escultor italiano  (m. 1590).
- Takatsukasa Tadafuyu, nobre japonês  (m. 1546).
- Theodor Bibliander, orientalista, filólogo e lexicógrafo alemão  (m. 1564).

## Mortes
- 21 de abril — Rei Henrique VII de Inglaterra, sucedido por Henrique VIII  (n. 1457).
- 10 de maio — Nuno Pereira de Lacerda, nobre português, alcaide-mor da Vidigueira e Vila Nova de Frades  (n. 1425).
- 20 de maio — Catarina Sforza, filha ilegítima de Galeazzo Maria Sforza, duque de Milão e esposa de Girolamo Riario, senhor de Ímola e de Forlì  (n. 1462).
- 29 de junho — Margarida Beaufort, mãe do rei Henrique VII de Inglaterra  (n. 1443).
- Fernando de Noronha (alcaide-mor), fidalgo da Casa Real e conselheiro do rei português  (n. 1450).
- João da Nova, navegador e explorador galego ao serviço de Manuel I de Portugal e alcaide de Lisboa  (n. 1460).
- Shen Zhou, pintor chinês  (n. 1427).